# Leonel Fransezze
Leonel Fransezze (Buenos Aires, Argentina; 23 de noviembre de 1985) es un abogado, actor de teatro y presentador de televisión argentino-boliviano.Además muy conocido en redes sociales, especialmente Tiktok, donde junto con su empleada Doña Luisa hacen parodias y se han ganado el corazón de sus más de 9.5 Millones de seguidores

## Biografía
Leonel Fransezze nació el 23 de noviembre de 1985 en la ciudad de Buenos Aires. En 1991, a sus 6 años de edad, se trasladó a vivir a la ciudad de La Paz, donde hizo sus estudios primarios y secundarios. 
El año 2003, a sus 18 años, se trasladó nuevamente a vivir a la ciudad de Buenos Aires, para continuar con sus estudios profesionales ingresando a la carrera de derecho de la Universidad Austral de Buenos Aires graduándose como abogado. Paralelamente realizó también estudios de teatro en aquella ciudad. 
Leonel vivió en Buenos Aires por un tiempo de 9 años. En 2012, decide retornar a Bolivia a trabajar como actor de teatro y también como guía de actuación de los presentadores de televisión frente a las cámaras.    

### Red ATB (2012-2020)
En 2012, a sus 27 años, Leonel Franzesse ingresaría a la televisión boliviana, como presentador de noticias de la Red ATB donde trabajó al lado de reconocidos presentadores de televisión del ámbito paceño como María Rene Duchen, Marcela Rengel, Daniel Ardiles, Carolina Córdova, María Delgado,  Sandra Alcázar, Claudia Arce Lemaitre entre otros muchos más.
Permanecería gran parte de la década de los años 2010 en la Red ATB cuando decidió abandonar el canal en septiembre de 2020 para emprender otros proyectos personales.